# Джеронимо
 Тази статия е за индианския вожд.  За филма вижте Джеронимо: Една американска легенда.  
Джеронимо (на английски: Geronimo, на езика чирикауа Goyaałé, в превод „Прозяващият се“, 16 юни 1829 г. – 17 февруари 1909 г.) е един от най-известните индиански вождове, който като военен предводител на апачите чирикауа, се бори за запазване на техните земи в продължение на 25 години.
Още през 1872 г. апачите чирикауа са настанени в резерват в Югоизточна Аризона. Само 4 групи от тях остават свободни, обитавайки Южна Аризона и Ню Мексико, но постепенно и те са унищожени. През 1876 г. американското правителство се опитва да премести чирикауа в резервата Сан Карлос при останалите апачи. При това преселване Джеронимо успява да избяга с още 700 души, които не желаят да се откажат от свободата си. През 1877 г. американците при провеждането на преговори пленяват Джеронимо, държат го 2 месеца в окови, но след това го освобождават. През 1881 г., племената сиу и шайени, които в битката при Литъл Биг Хорн унищожават армията на генерал Кастър, вече са разбити и настанени в резервати. През май 1883 г. генерал Крук с 327 души предприема най-смелата във военната история на САЩ кампания против апачите в Западна Сиера Мадре. През 1884 г. Джеронимо се настанява в местността Търки крик (Пуешикия поток) в резервата Белите планини, където чирикауа и белопланинските апачи се опитват да се научат на земеделие. Между тях обаче има стари вражди и след 1 година Джеронимо със 145 души избягва от резервата. Това са неговите последни 15 свободни месеца. На 4 септември 1886 г. Джеронимо се предава в Каньона на скелетите, като се надява, че ще бъде събран с останалата част от племето си. След продължителните битки накрая неговата група остава с 16 войни, 12 жени и 6 деца. Против тях са изпратени 5000 войника от армията на САЩ и 3000 от мексиканската армия. Според изказване на губернатора на мексиканския щат Сонора, само за 5 месеца през 1886 г. групата на Джеронимо успява да унищожи 500 – 600 мексиканци.
В знак на отмъщение срещу неговата съпротива, групата му е обявена за военнопленници за почти 30 години, държани затворени във Флорида и Алабама, след това във форт Сил в Оклахома. Едва през 1913 г. чирикауа са отведени на определено за тях място в резервата на апачите мескалеро в южно Ню Мексико. Двадесет и трима от останалите живи се смесват с мескалеро, а другите останали около форт Сил. В тези две места днес живеят техните потомци. От 1200 души чирикауа, при настаняването им в резервати остават 265. През 1905 г. Джеронимо моли американския президент Теодор Рузвелт да го върне обратно при племето му в Аризона, но получава отказ. В една зимна вечер на 1909 г. 79-годишният Джеронимо пада от коня си и лежи на земята до сутринта; три дни по-късно той умира от пневмония.
Има легенда, според която Джеронимо се скрива в пещера, преследван от американските войници. Чакали го отвън, но той и така и не излязал. По – късно войниците чули, че той е някъде наоколо! Все още не е открит вторият изход на пещерата. Затова тя се казва – пещерата на Джеронимо.